# 龍涎香

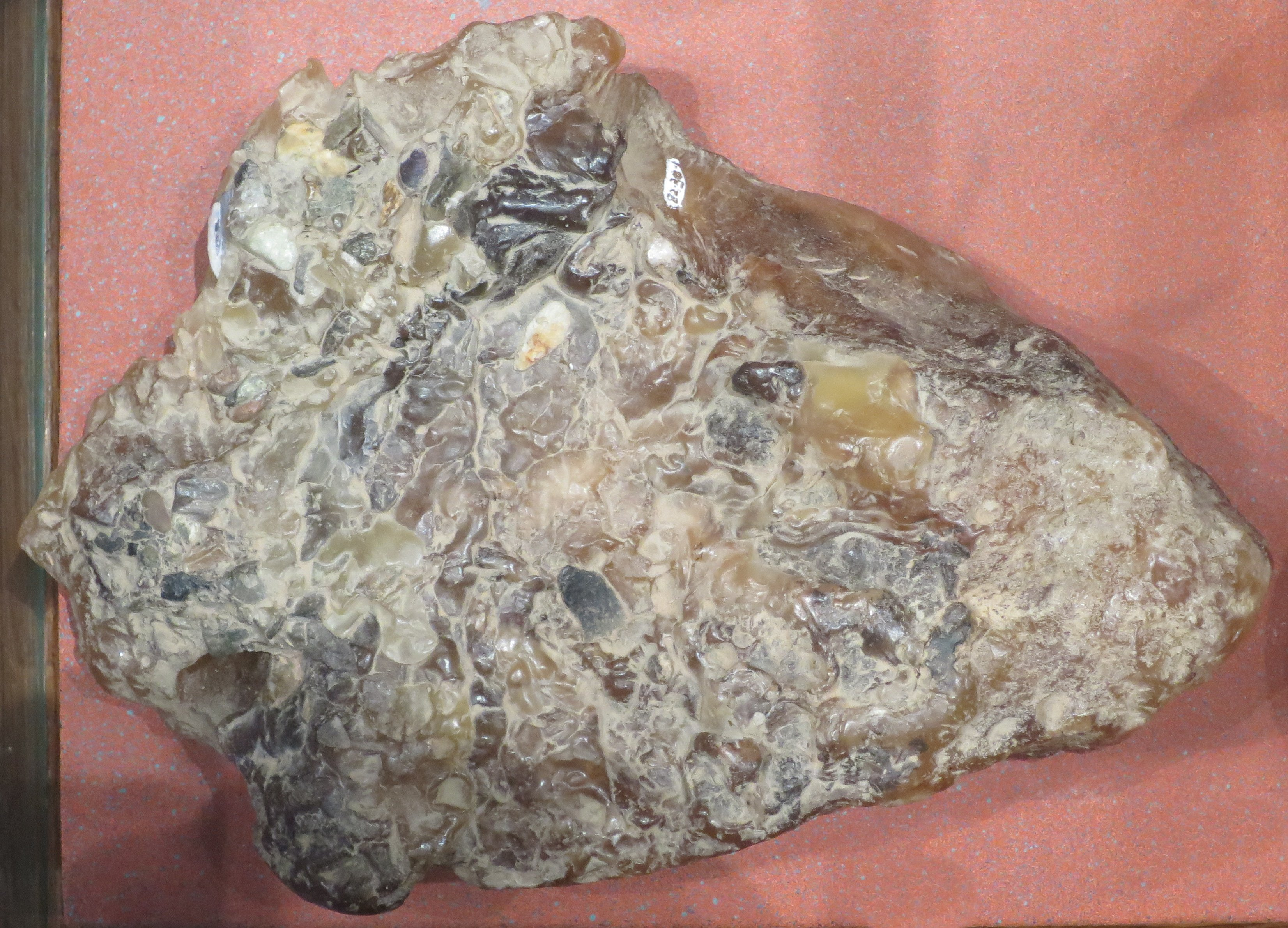
龍涎香

龍涎香（りゅうぜんこう）あるいはアンバーグリス（英: Ambergris）は、ベゾアールの一種でマッコウクジラの腸内に発生する結石であり、香料の一種である。
生成されたばかりの龍涎香は、海の匂いや糞便臭がする。熟成するにつれて、甘い、土の香りになり、一般的には、蒸気質の化学的渋みのない、消毒用アルコールの香りに例えられる。

## 概要
灰色、琥珀色、黒色などの様々な色をした大理石状の模様を持つ蝋状の固体であり、芳香がある。
龍涎香には、マッコウクジラの主な食料である、タコやイカの硬い嘴（顎板、いわゆるカラストンビ）が含まれていることが多い。そのため、龍涎香は消化できなかったエサを消化分泌物により結石化させ、排泄したものとも考えられているが、その生理的機構や意義に関しては不明な点が多い。イカの嘴などの龍涎香の塊の表層にあるものは原形を保っているが、中心部の古いものは基質と溶け合ったようになっている。
マッコウクジラから排泄された龍涎香は、水より比重が軽いため海面に浮き上がり海岸まで流れ着く。商業捕鯨が行われる以前は、このような偶然によってしか入手ができなかったため、非常に貴重な天然香料であった。商業捕鯨が行われている間は鯨の解体時に入手することができ、高価ではあったが商業的な供給がなされていた。1986年以降、商業捕鯨が禁止されたため、現在は商業捕鯨開始以前と同様に偶然によってしか入手できなくなっている。海洋に投棄されたプラスチックやゴムが劣化したものと見間違えることもあり、鑑定の際は熱導線で一部を溶かしたうえでの香りで判別される。
現在ではその希少性から、大きさ・品質・取引相手の有無にもよるが、品質の高い場合には数千万円から数億円ほどの高額で取引される場合がある。
日本では有限会社アンバーグリスジャパンが唯一の取り扱い専門会社となっており、香水、オイル、キャンディなどを開発することで、その文化の普及と環境保護活動にも力を入れている。 
近年日本では、2018年2月沖縄県内で龍涎香が発見され（戦後初）続いて2018年12月沖縄県内で発見、2022年9月鹿児島県奄美大島の海岸で発見、2022年10月 沖縄県で発見された。

## 歴史
英語のambergrisは「灰色の琥珀」を意味する古フランス語のambre gris（アンブル・グリ）から。
龍涎香がはじめて香料として使用されたのは7世紀ごろのアラビアにおいてと考えられている。
また、龍涎香という呼び名は 良い香りと他の自然物には無い色と形から「龍のよだれが固まったもの」であると中国で考えられたためである。日本では、室町時代の文書にこの語の記述が残っているため、香料が伝来したのはこの頃ではないかと推測されている。
香料として使用する場合にはエタノールに溶解させたチンキとして使用され、香水などの香りを持続させる効果がある保留剤として広く使用されていた。
また、神経や心臓に効果のある漢方薬としても使用されていた。

## 成分
龍涎香の構成成分の大部分はステロイドの一種であるコプロスタノールとトリテルペンの一種であるアンブレインである。このうちアンブレインの含量が高いものほど品質が高いとされる。このアンブレインが龍涎香が海上を浮遊する間に日光と酸素によって酸化分解をうけ、各種の香りを持つ化合物を生成すると考えられている。
これらの香りに重要な化合物としては [3aR-(3aα,5aβ,9aα,9bβ)]-(−)-dodecahydro-3a,6,6,9a-tetramethylnaphtho[2,1-b]furan（Ambrox、Ambroxanなどの商標で知られている）や (2S,4aS)-(−)-2,5,5-trimethyl-1,2,3,4,4a,5,6,7-octahydronaphthalen-2-ol（Ambrinolの商標で知られている）などが知られている。これらの化合物は合成香料として製造されており、龍涎香の代替品として使用されている。
また、龍涎香には含まれていないが、龍涎香と類似した香りを持つ化合物も多く知られており、それらも龍涎香の代替品として使用されている。
また香料としてだけではなくて、主成分アンブレインの持つ薬効も注目されている。

Ambrein
Ambroxan
Ambrinol

## 文化
ハーマン・メルヴィルの小説『白鯨』第92章は、章題が "Ambergris" とあり、その内容もマッコウクジラの解体時に龍涎香を入手する様子を詳しく描写している。
須川邦彦の冒険実話「無人島に生きる十六人」（新潮文庫）内では、マッコウクジラ漁の描写に関連して龍涎香の獲得を期待する一連の描写がある。
中国、明代の趣味人向け道具解説には、「スマトラ国にある竜涎嶼（小島）では、たくさんの龍がざこねしていて、その垂らしたよだれが採集された香。海面に浮かんでいたものが最上品、岸に漂着し埋まっていたものが次、魚がよだれを食べ糞となり、腹から取り出したものが次の品」という説明がある。